# Michael Weigl (Theologe)
Michael Weigl (* 29. Januar 1963) ist ein österreichischer katholischer Theologe und außerordentlicher Universitätsprofessor an der Universität Wien.

## Leben
Michael Weigl besuchte von 1973 bis 1981 ein neusprachliches Gymnasium. Nach der Matura im Juni 1981 studierte er von 1981 bis 1986 Katholische Fachtheologie an der Universität Wien, wo er 1986 den Abschluss Mag. theol. erwarb. In der Erwachsenenbildung war er 1986 als wissenschaftlicher Assistent der Theologischen Kurse der Österreichischen Bischofskonferenz tätig. Von 1987 bis 1990 war er Vertragsassistent am Institut für Alttestamentliche Bibelwissenschaft der Katholisch-Theologischen Fakultät der Universität Wien. Seit 1988 ist er Lektor für das Fach Alttestamentliche Bibelwissenschaft an der Katholisch-Theologischen Fakultät der Universität Wien. Das Doktoratsstudium in alttestamentlicher Bibelwissenschaft (1986–1991) an der Universität Wien bei Georg Braulik schloss er 1991 als Dr. theol. ab. Von 1990 bis 2000 war er Universitätsassistent am Institut für Alttestamentliche Bibelwissenschaft der Katholisch-Theologischen Fakultät der Universität Wien. Er studierte von 1990 bis 1993 altsemitische Philologie und vorderasiatische Archäologie am Institut für Orientalistik der Geisteswissenschaftlichen Fakultät der Universität Wien. 1983 studierte er Orientalistik und vorderasiatische Archäologie am Department of Near Eastern Studies der University of Toronto, wo er im Juni 1993 den Abschluss Master of Arts erwarb und von 1997 bis 1998 Research Associate war. Nach der Habilitation (1994–1999) in Alttestamentlicher Bibelwissenschaft (Universität Wien)/Altsemitischer Philologie (University of Toronto) wurde ihm im Dezember 1999 die Venia docendi für Alttestamentliche Bibelwissenschaft erteilt und er wurde zum Universitätsdozenten ernannt. Seit 2000 lehrt er als außerordentlicher Universitätsprofessor am Institut für Alttestamentliche Bibelwissenschaft der Universität Wien. Im Juli 2000 lehrte er als Visiting Professor an der Faculty of Theology der University of Pretoria und forschte dort als Research Fellow. Er vertrat 2001 die Professur für Alttestamentliche Bibelwissenschaft der Universität Eichstätt, wo er 2002 Gastprofessor für Archäologie Syro-Palästinas und Alttestamentliche Bibelwissenschaft war. An der University of St. Thomas (Minnesota) lehrte er von 2003 bis 2004 als Professor für Alttestamentliche Bibelwissenschaft. Von 2004 bis 2008 war er Professor für Alttestamentliche Bibelwissenschaft an der Catholic University of America. Von 2008 bis 2009 war er Professeur – Archéologie Syro-palestinienne an der École biblique et archéologique française de Jérusalem. 2012 war er Gastprofessor und Collaborator am Centre for Textile Research, Danish National Foundation for Research in the Humanities an der Universität Kopenhagen.
Seine Forschungsschwerpunkte sind Archäologie und Geschichte Syro-Palästinas, altes Testament und Literaturen des Alten Orient und alttestamentliche Weisheitsliteratur. Er beherrscht die Sprachen Deutsch, Englisch, Französisch, Alt- und Modernhebräisch, Italienisch, Spanisch, Latein und Altgriechisch.

## Schriften (Auswahl)
- Zefanja und das „Israel der Armen“. Eine Untersuchung zur Theologie des Buches Zefanja (= Österreichische biblische Studien. Band 13). Verl. Österr. Kath. Bibelwerk, Klosterneuburg 1994, ISBN 3-85396-085-5, (zugleich Dissertation, Wien 1991).
- als Herausgeber mit P. M. Michèle Daviau und John W. Wevers: Studies in language and literature in honour of Paul-Eugène Dion (= Journal for the study of the Old Testament. Band 326). Sheffield Acad. Press, Sheffield 2001, ISBN 1-84127-179-9.
- Die aramäischen Achikar-Sprüche aus Elephantine und die alttestamentliche Weisheitsliteratur (= Zeitschrift für die alttestamentliche Wissenschaft. Beiheft 399). De Gruyter, Berlin u. a. 2010, ISBN 978-3-11-021208-2 (zugleich Habilitationsschrift, Wien 1999).